# 원주삼육중학교
원주삼육중학교(原州三育中學校)는 대한민국 강원특별자치도 원주시 무실동에 있는 사립 중학교이다.

## 학교 연혁
- 1963년 2월 13일 : 중동삼육중학교 3학급 설립인가(교학 1041.1-207호)
- 1963년 3월 11일 : 중동삼육중학교 개교식 거행(제1대 김준팔 교장 취임)
- 1964년 2월 1일 : 교가 제작(제작 민병호, 작곡 최준식)
- 1964년 2월 2일 : 중동삼육중학교 제1회 졸업식 거행(15명)
- 1985년 12월 24일 : 원주삼육중학교로 명칭 변경
- 1986년 12월 24일 : 학교 이전(현 부지)
- 2006년 2월 14일 : 원주삼육중학교 9학급 인가
- 2012년 2월 29일 : 원주삼육중학교 1학급 증설 허가(12학급)
- 2018년 2월 8일 : 제55회 졸업식(115명, 누계 2,746명)
- 2022년 3월 1일 : 제18대 김인숙 교장 부임

## 참고 자료
- 원주삼육중학교 - 한국교육학술정보원 학교알리미